# Sabellomma collinae
Sabellomma collinae är en ringmaskart som beskrevs av Nogueira, Fitzhugh och Rossi 20. Sabellomma collinae ingår i släktet Sabellomma och familjen Sabellidae.
Artens utbredningsområde är Karibiska havet. Inga underarter finns listade i Catalogue of Life.